# Ана Мани-Пападимитриу
Ана Евангелу Мани-Пападимитриу (на гръцки: ΄Αννα Ευαγγέλου Μάνη-Παπαδημητρίου) е гръцка юристка и политик от Нова демокрация.

## Биография
Ана Мани-Пападимитриу е родена на 18 август 1964 година в македонския град Катерини, Гърция. Завършва право в Солунския университет и става адвокат. От 1989 година има собствена адвокатска кантора в Катерини. Омъжена е за бившия кмет на Петра Томас Пападимитриу. Избрана е от Пиерия за депутат от Нова демокрация на изборите от 17 юни 2012 година.